# Nikola Štulić
Nikola Štulić (Servisch: Никола Штулић) (Sremska Mitrovica, 8 september 2001) is een Servisch voetballer die sinds januari 2023 uitkomt voor Sporting Charleroi.

## Clubcarrière
Štulić genoot zijn jeugdopleiding bij Partizan Belgrado. Op 14 juni 2020 maakte hij zijn officiële debuut in het eerste elftal van de club: op de voorlaatste competitiespeeldag liet trainer Savo Milošević hem in de 4-1-zege tegen FK Čukarički in de 69e minuut invallen. In juli 2020 ondertekende Štulić, die ook op de slotdag van de competitie mocht invallen, een profcontract tot 2024 bij de club.
In het seizoen 2020/21 mocht Štulić aantreden in negentien competitiewedstrijden, weliswaar slechts drie keer als basisspeler. Ook in de Beker van Servië mocht hij vier keer invallen. In de bekerfinale tegen stadsgenoot Rode Ster Belgrado op 25 mei 2021 liet trainer Aleksandar Stanojević hem in de 88e minuut bij een 0-0-tussenstand invallen voor Filip Holender. Er werd niet meer gescoord, waardoor er een strafschoppenserie nodig was. De strafschop van Štulić werd gestopt door Milan Borjan, waarna Rode Ster Belgrado de beker won.
Ook in het seizoen 2021/22 was Štulić vooral invaller bij Partizan: zowel in de reguliere competitie als in de promotie-playoffs viel hij vier keer in (tegenover respectievelijk vier en twee basisplaatsen). Štulić stapte in januari 2022 dan ook op definitieve basis over naar FK Radnički Niš.
In zijn eerste halve seizoen bij Radnički Niš kwam Štulić niet tot scoren. Zijn doelpuntenrekening voor de club opende hij op 6 augustus 2022, toen hij in het 2-2-gelijkspel tegen FK Mladost Lučani tweemaal aan het kanon stond. Op 10 oktober 2022 stond zijn teller op tien competitiegoals. Daarna scoorde hij ook nog in de bekerwedstrijd tegen FK IMT, die Radnički Niš met 3-0 won. In juli 2022 had hij ook al zijn eerste Europese goal gescoord: in de Conference League opende hij in de heenwedstrijd van de tweede kwalificatieronde de score in het 2-2-gelijkspel tegen Gzira United.
In januari 2023 ondertekende Štulić een contract tot medio 2026 bij de Belgische eersteklasser Sporting Charleroi, die 750.000 euro neertelde voor hem.

## Interlandcarrière
Op 25 januari 2023 maakte Štulić zijn interlanddebuut voor Servië: in de vriendschappelijke interland tegen de Verenigde Staten (1-2-winst) liet bondscoach Dragan Stojković hem tijdens de rust invallen voor Mirko Topić.
| Interlands van Nikola Štulić   | Interlands van Nikola Štulić   | Interlands van Nikola Štulić   | Interlands van Nikola Štulić   | Interlands van Nikola Štulić   | Interlands van Nikola Štulić   | Interlands van Nikola Štulić   |
| No.                            | Datum                          | Wedstrijd                      | Uitslag                        | Soort Wedstrijd                | Doelpunten                     |                                |
| Als speler bij FK Radnički Niš | Als speler bij FK Radnički Niš | Als speler bij FK Radnički Niš | Als speler bij FK Radnički Niš | Als speler bij FK Radnički Niš | Als speler bij FK Radnički Niš | Als speler bij FK Radnički Niš |
| ------------------------------ | ------------------------------ | ------------------------------ | ------------------------------ | ------------------------------ | ------------------------------ | ------------------------------ |
| 1.                             | 25 januari 2023                | Verenigde Staten – Servië      | 1 – 2                          | Vriendschappelijk              | -                              |                                |
| Totaal                         | Totaal                         | Totaal                         | Totaal                         | Totaal                         | -                              |                                |

Bijgewerkt tot 28 februari 2023